# 田中沙耶
田中 沙耶（たなか さや、5月17日 - ）は、日本の女性声優。大阪府出身。青二プロダクション所属。

## 略歴
青二塾大阪校33期生。

## 人物
趣味として神社仏閣めぐり、京都散策、読書、舞台鑑賞、スノーボードをそれぞれ挙げている。特技として書道、歌唱を挙げている。
方言は大阪弁。
中学校教諭一種免許（国語）、高等学校教諭一種免許（国語、書道）、普通自動車免許をそれぞれ持つ。

## 出演
太字はメインキャラクター。

### テレビアニメ
2019年
- フルーツバスケット（2019年 - 2020年、女子生徒、草摩モモ） - 2シリーズ

2020年
- ゲゲゲの鬼太郎（第6作）（女）
- ミュークルドリーミー（2020年 - 2022年、藍田結衣） - 2シリーズ
- デジモンアドベンチャー:（アナウンサー）
- トニカクカワイイ（子供）
- アイドリッシュセブン Second BEAT!（女子高生A）
- ゴールデンカムイ（少女団員）

2021年
- はたらく細胞!!（血小板5）
- Vivy -Fluorite Eye's Song-（女の子）
- ONE PIECE（芸者）
- ちびまる子ちゃん（女子1、店員）
- D_CIDE TRAUMEREI THE ANIMATION（女子B）
- デジモンゴーストゲーム（2021年 - 2022年、女子生徒、女子大生、女子高生）
- 舞妓さんちのまかないさん（舞妓）

2022年
- まちカドまぞく 2丁目（鶴牧）
- シルバニアファミリー シリーズ（2022年 - 2023年、ライラ・ペルシアン） - 2シリーズ

2023年
- お兄ちゃんはおしまい!（小平まこと）
- 絆のアリル（放送部生徒）

2024年
- 愚かな天使は悪魔と踊る（女性1）
- 真の仲間じゃないと勇者のパーティーを追い出されたので、辺境でスローライフすることにしました2nd（少女）

### Webアニメ
- HELLO OSAKA（ピース・メーカー）

### ゲーム
- ロボットガールズZ ONLINE（2019年、バグちゃん[6]）
- かくりよの門-朧-（2019年、安長姫、狛犬）
- 逆転オセロニア（2020年、ラビリー[7]）
- VALIANT TACTICS（2020年、破砕槍 コリー[8]）
- けものフレンズ3 (2021年、ヒョウ)
- ゼノブレイド3（2022年）
- ポラリスコード（2024年、福來羽羅[9]）
- ORE'N（2024年、魔法使いマセ[10] / 魔導師マセレ[11]）

### ナレーション
- 中居正広の金曜日のスマイルたちへ（TBSテレビ）
- オールスター感謝祭（TBSテレビ）[12][13]
- ラヴィット!（TBSテレビ、ラッピー）[14]
- 夜明けのラヴィット!（TBSテレビ、ラッピー）[15]
- 奥坊主〜想いを伝える空間〜（TBSテレビ）[16]

### ボイスオーバー
- 世界くらべてみたら（TBSテレビ）
- それSnow Manにやらせて下さい（TBSテレビ）

### ラジオドラマ
- 青山二丁目劇場 カメレオン・ダディ（亀山里奈）

### その他コンテンツ
- NAIN・Zenny 『星野源のオールナイトニッポン』内ラジオCM（女性[17]）

### シリーズ一覧
1. ↑  第1期『1st season』（2019年）、第2期『2nd season』（2020年）
2. ↑  第1期（2020年 - 2021年）、第2期『みっくす！』（2021年 - 2022年）
3. ↑  『フレアのハッピーダイアリー』（2022年）、『フレアのゴー・フォー・ドリーム!』（2023年）